# Холодний Яр (бойовий загін)
«Холодний Яр»  — добровольче збройне формування, що входить до батальйону Айдар, діє на Луганщині у складі підрозділів АТО-2014, виконуючи завдання з захисту територіальної цілісності України. Ядро — козаки «Вільного Козацтва Холодного Яру» та бійці «Самооборони Майдану» з Черкас.
Черкащани беруть участь в АТО від перших її днів у складі Збройних Сил України, Національної Гвардії та Прикордонної служби України. Так само, з початком формування батальйонів територіальної оборони та загонів спеціального призначення лави бійців почали поповнювати та добровольці. Так, до лав Азову пішли хлопці з черкаських ультрасів, пішли добровольці та до Айдару. В останньому, як окрема бойова одиниця сформувався загін з уродженців Черкаської області — підрозділ Холодний Яр.

## Втрати
7 липня 2014 року загинув командир підрозділу «Холодний Яр» Євген Войцехівський (псевдонім «Чех») під час збройного нападу бойовиків близько 5-ї години ранку на комендатуру міста Щастя біля Луганська.